# Duinparelmot
De duinparelmot (Glyphipterix equitella) is een vlinder uit de familie parelmotten (Glyphipterigidae). De wetenschappelijke naam is voor het eerst geldig gepubliceerd in 1763 door Scopoli.
De soort komt voor in Europa.